# لبنسبورن

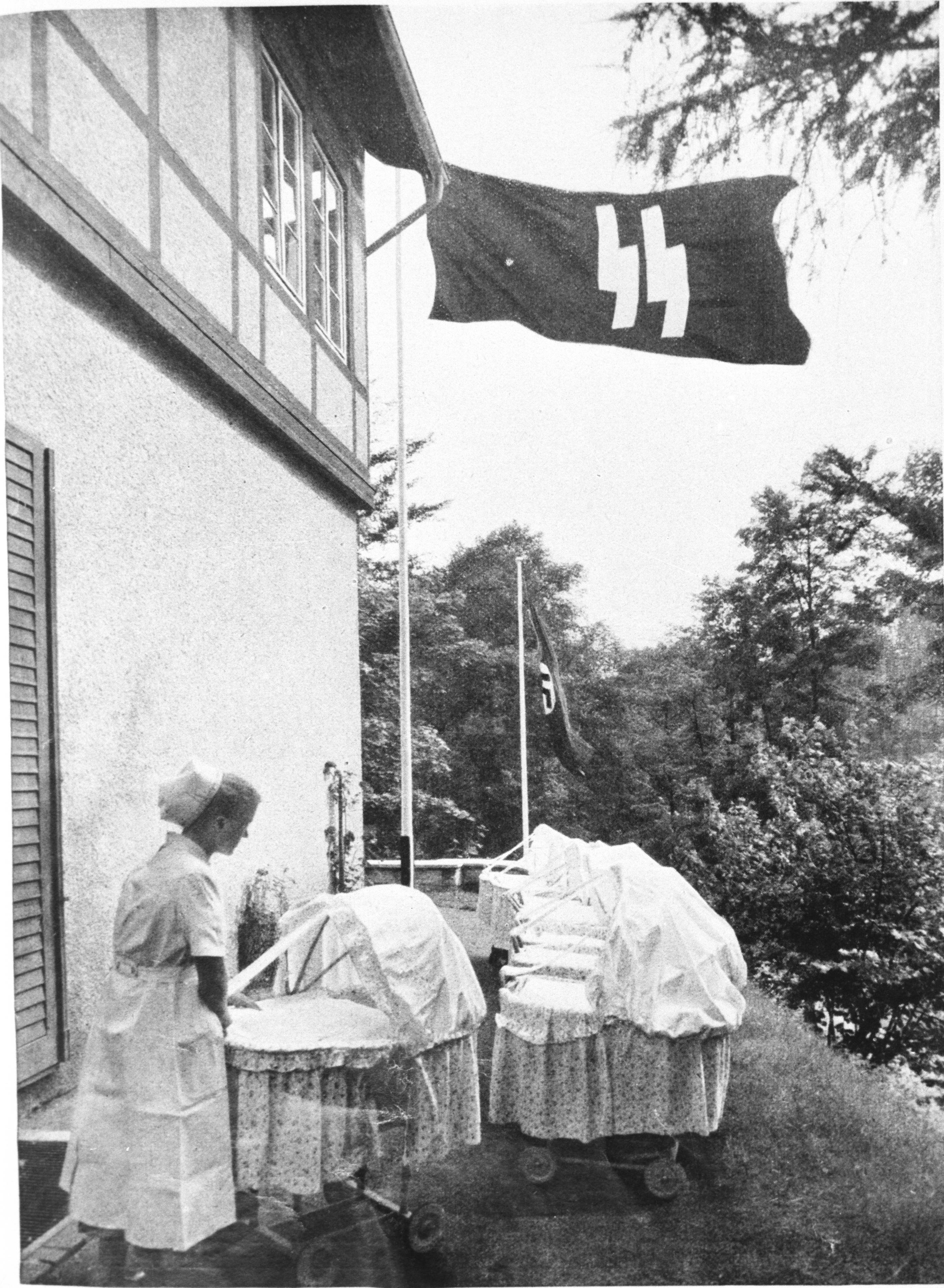
یک خانه لبنسبورن.

لبنسبورن (به معنای تحت‌الفظی: "چشمه زندگی") موسسه‌ای بود که توسط اس‌اس آغاز شد و مورد حمایت دولت آلمان نازی قرار گرفت. هدف این موسسه بالا بردن نرخ تولد کودکان "نژاد آریایی" از طریق رابطه خارج از ازدواج افراد طبقه بندی شده به عنوان "نژاد خالص و سالم" بر اساس نازی نژادی بهداشت و سلامت ایدئولوژی بود. لبنسبورن به تشویق تولد ناشناس کودکان به توسط زنان مجرد و واسطه پذیرش این کودکان توسط والدینی از "نژاد خالص و سالم" به خصوص اعضای اس اس و خانواده های آنان بود.
در ابتدا لبنسبورن در سال ۱۹۳۵ در آلمان آغاز شد و سپس در طول جنگ جهانی دوم به چندین اشغال شده اروپایی باجمعیت ژرمن‌ها است. این پروسه شامل انتخاب یتیم‌هایی "با نژاد شایسته" برای پذیرش و مراقبت از کودکان متولد شده از زنان آریایی که در روابط با اعضای اس اس بودند نیز می‌شد. این اصل کودکان متولد شده مشترک بین سربازان و زنان خارجی را مستثنی می کرد زیرا خلوص نژادی در هر دو طرف ثابت نشده بود.
در محاکمات نورنبرگ هیچ شواهدی از دخالت مستقیم توسط لبسبورن در ربودن کودکان لهستانی پیدا نشد. اما هاینریش هیملر برنامه‌ای با بخش های دیگر از بوروکراسی نازی تدارک دید که در آن به ربودن هزاران کودک لهستانی با هدف آلمانیزه کردن آن‌ها پرداخته شده بود. آلمانیزه کردن شامل دوره‌ای از کمپ بازآموزی و بدنبال آن سرپرستی توسط یک خانواده آلمانی می‌شد.